# Дам, Атли
Атли Пеатурссонур Дам (фар. Atli Pæturssonur Dam; 12 сентября 1932, Твёройри, Сувурой, Фарерские острова — 7 февраля 2005, Торсхавн, Фарерские острова) — фарерский государственный деятель, премьер-министр Фарерских островов (1970—1981, 1985—1989 и 1991—1993).

## Биография
Родился в семье бывшего премьер-министра Фарерских островов Петера Мора Дама.
После получения высшего образования в 1964 г. работал в датской компании Haldor Topsøe A/S.
В 1970 г. началась его политическая карьера, он был избран в Лёгтинг от Социал-демократической партии, членом которого он оставался до 1994 г.
- 1970 г. — министр транспорта и рыболовства,
- 1970—1981, 1985—1989 и 1991—1993 гг. — премьер-министр Фарерских островов. За это время ему удалось установить 200-мильную исключительную зону рыболовства для Фарер, провести успешные переговоры с СССР о сотрудничестве в этой отрасли. В ходе переговоров с Данией он добился того, что доходы от эксплуатации нефтяных и газовых месторождений идут в островную казну, а не являются вопросом совместного ведения с Данией. Ушел в отставку в связи с экономическим кризисом 1993 г.
- 1972—1993 гг. — председатель Социал-демократической партии,
- 1989—1991 гг. — представлял Фарерские острова в Северном совете.
- 1981—1985 гг. и с 1989 г. — заместитель директора Фарерского кредитного института (Realkredit Institut).